# European Internet Exchange Association
European Internet Exchange Association (Euro-IX) – organizacja założona w maju 2001 przez największe europejskie punkty wymiany ruchu internetowego w celu zacieśnienia współpracy pomiędzy nimi a także wspierania rozwoju i podnoszenia poziomu peeringu.
Euro-IX zajmuje się głównie koordynacją standardów technicznych w Europie, opracowywaniem wspólnych zasad działania, opracowywaniem i publikowaniem danych dotyczących peeringu, a także nawiązywaniem kontaktów pomiędzy punktami wymiany ruchu internetowego a dostawcami usług internetowych.
Obecnie (październik 2005) Euro-IX ma 32 członków z całej Europy. Ponadto 3 punkty wymiany ruchu internetowego mają status członków stowarzyszonych: 2 ze Stanów Zjednoczonych (Equinix, NAP of the Americas) i 1 z Japonii (Japan Network Access Point).

## Członkowie European Internet Exchange Association
- Athens Internet Exchange
- Amsterdam Internet Exchange
- Berlin Commercial Internet Exchange
- Budapest Interent eXchange
- Belgian National Internet Exchange
- Catalunya Neutral Interent Exchange
- CERN Internet eXchange Point
- Deutscher Commercial Internet Exchange
- Espana Internet Exchange
- Equinix (w tym Equinix Internet Exchange Warsaw)
- Finnish Communication and Internet Exchange
- GIGA Portuguese Internet Exchange
- Groningen Internet Exchange
- Internet Neutral EXchange
- Japan Network Access Point
- London Internet Exchange
- London Internet Providers Exchange
- London Network Access Point
- Luxembourg Internet eXchange
- Manchester Network Access Point
- Milan Internet eXchange
- Moscow Internet Exchange
- Nautilus Mediterranean Exchange Point
- Nederlands Duitse Internet Exchange
- Internet Exchange Sverige
- Norwegian Internet eXchange
- Neutral Internet eXchange of the Czech Republic
- NAP of the Americas
- Paris Internet Exchange
- Romanian Network for Internet eXchange
- Slovenia Internet Exchange
- Telehouse Internet Exchagne
- Thinx Internet Exchange
- Torino Piemonte Exchange Point
- VIX – Vienna Internet eXchange
- Xchange Point